# Yaracuyanos Fútbol Club
Yaracuyanos Fútbol Club es un club de fútbol profesional venezolano con sede en San Felipe, Yaracuy. Actualmente juega en la Primera División de Venezuela y disputa sus partidos como local en el Estadio Florentino Oropeza.
Fundado en el año 2006 por dirigentes locales amantes del fútbol de la región

## Historia
Primeros pasos en el fútbol venezolano.
Temporada 2006-2007:
El primer semestre de Yaracuyanos FC en la Tercera División, Aspirantes en esos años, fue muy positivo, a pesar de caer en el debut 1-0 en condición de visitante ante Baralt FC. El equipo dio sus primeros pasos bajo la dirección técnica de Jorge Polindara, consiguiendo 7 victorias, apenas una derrota y el liderato de su grupo con 21 puntos.
El primer gol en la naciente historia de los colosos lo marcó Juan Acosta, quien en el segundo partido del Apertura marcó a los 89 minutos para darle el triunfo por la mínima a Yaracuyanos sobre el Atlético Falcón en estreno del estadio Florentino Oropeza como su casa.
El Clausura estaría enmarcado por la conquista de la clasificación para la Segunda División B al culminar segundos del Grupo Occidental de Aspirantes. 6 triunfos, 4 triunfos y 2 derrotas cerrarían el año debut de los colosos de Yaracuy.
Temporada 2007-2008:
La segunda temporada de Yaracuyanos en el fútbol venezolano fue donde consiguió el campeonato absoluto de la Segunda División B. El apertura fue apenas positivo terminando terceros en Occidente con 24 puntos por detrás del Deportivo Táchira B y el Deportivo Barinas.
El Clausura fue arrollador y el equipo yaracuyano alcanzó 11 victorias en el liderato del grupo y así conquistar el pase a la final absoluta y disputar el título con Atlético Piar.
El partido por el título se disputó en el Estadio Nacional Brigido Iriarte, terminando 0-0 en los 90 minutos reglamentarios. En los tiempos extras el dramatismo estaría presente cuando el Piar se adelantó a cinco para el final por medio de Aníbal Hernández y cuando todo parecía definido el guameño Jhonathan Parra empató el partido en la fracción 120+3 y enviar la definición a los penales, donde la victoria y el título fueron para Yaracuyanos FC.
- Juego Único - Sábado 18 de mayo de 2008
- Atlético Piar 1 Yaracuyanos FC 1 (5-6 Penales)
- Ficha Técnica:
- Atlético Piar (1): Marcos Malave, Pedro Luna, Anthony Zapata, Carlos Rodríguez, Carlos Veracierta, Eliécer Rengel, José Planche (Evelio Bolívar), Marco Velásquez, Héctor Rivero (Wilkinson Rivas) y Yancarlos Farias (Aníbal Hernández). DT: José Rivas.
- Yaracuyanos FC (1): Jean González, Julio Lucena, Edgardo García, Carlos Mendoza, Carlos Rodríguez, José Álvarez, Jorge Ferrer, Cristian Acevedo, Carlos Rodríguez, Deivis Cárdenas y Rayder Arteaga. DT: Jorge Polindara.
- Goles: Aníbal Hernández 115’ (AP)  Jonathan Parra 120+3’ (YFC)
- Penales: John Lobatón, Anthony Zapata, Pedro Luna, Eliécer Rengel y Carlos Rodríguez (AP) Carlos Mendoza, Edgardo García, Cristian Acevedo, Jonathan Parra, John Basabe y Julio Lucena (YFC)
- Árbitro Principal: Guillermo Cerda (Dtto Capital)
- Estadio: Brígido Iriarte de Caracas

En esta temporada Yaracuyanos debutaría en la Copa Venezuela, consiguiendo el triunfo en su debut vs Policía de Lara 2 por 1, quedando eliminados en la segunda fase al enfrentar por primera vez a un equipo de la Primera División, Aragua FC. Todo se definió en la prórroga con tantos de Jhonathan Parra al 115’ para Yaracuyanos y Ender Márquez 100’ y el joven Salomón Rondón a los 107’.
Temporada 2008-2009:
La primera temporada en la Segunda División los colosos no pudieron cosechar los éxitos de los dos años previos, terminando en la mitad de la tabla en el Apertura y Clausura, acumulando 36 puntos en la tabla anual. 
En ese año el equipo pasaría a manos de los empresarios Daniel Morotti y Miguel Faverola quienes designan al vinotinto Miguel Echenausi como entrenador y adquieren los derechos deportivos de Unión Atlético Maracaibo en la Primera División. 
Temporada 2009-2010:
El debut en primera se produjo el 9 de agosto de 2009 contra el Centro Italo en el Brigido Iriarte. Yaracuyanos inicio con el pie derecho al ganar 2-3, donde el argentino Guillermo Santo marco el primer tanto en la máxima categoría para los colosos.
Yaracuyanos jugaría su primer partido en San Felipe en la jornada 11 del Apertura 2009 ya que el Florentino Oropeza estaba en remodelaciones para adecuarlo al máximo circuito, jugando así varios partidos en el estadio Farid Richa. El debut en el coso de la Avenida Ravell fue respaldado por el público, quien acompañó a su equipo que doblegó 1-0 a Aragua FC con anotación del Argentino Diego Cordova.
El objetivo principal fue mantener la categoría y así se dieron las cosas. El Apertura culminó en la posición 13 y el Clausura en la 17 acumulando 35 puntos suficientes para continuar en primera un año más.
A mediados del Torneo Clausura los dirigentes del equipo contrataron a Saúl Maldonado como entrenador quien consiguió tres victorias en casa para cerrar la temporada.
Temporada 2010-2011:
Este año sería el mejor ciclo de Yaracuyanos en la Primera División. Con Maldonado a la cabeza el equipo de Yaracuy consiguió un Apertura en la posición 8 y un Clausura en la casilla 11. Este fue el primer año donde acumularon 50 puntos y eso valió para meterse en la Serie Pre Sudamérica que otorgaba par de cupos al Torneo Internacional.
En la Pre Sudamericana los colosos doblegarían al Aragua FC con marcador global de 3-0 en la primera llave. En la definición al cupo para la Copa Sudamericana vencieron al Deportivo Petare 2-1 y hacerse del boleto internacional por primera vez en su corta historia.
Temporada 2011-2012:
En el debut internacional Yaracuyanos enfrentaría al reciente campeón de la Libertadores, Liga de Quito, jugando el primer partido como local en el estadio Metropolitano de Cabudare y la vuelta en el estadio Casa Blanca de Quito.
En la Ida el marcador culminó igualado 1-1, con goles de Hernán Barcos para Liga y Mauricio Chalar para los colosos. En la vuelta el gol de la diferencia lo marcó el paraguayo Enrique Vera en favor del equipo ecuatoriano.
En el plano local Yaracuyanos repetiría la octava posición alcanzada en la acumulada el año anterior, colándose de nuevo a la Serie Pre Sudamericana donde quedó a poco de superar al Deportivo Táchira en la llave definitoria. 
Este año sería el último de Saúl Maldonado al mando de Yaracuyanos, quien cosechó los mejores números del club en la primera división.
Temporada 2012-2013:
La contratación de Alí Cañas y la promoción de varios jugadores jóvenes que ya estaban en las categorías menores del club enseñó a un equipo más austero que las temporadas previas.
Yaracuyanos pudo mantener la categoría con 35 puntos acumulados entre Apertura y Clausura, quedando a un punto de meterse por tercer año consecutivo a la Pre Sudamericana.
Temporada 2013-2014:
La segunda temporada de Cañas al mando de Yaracuyanos, significó el ciclo con menos éxito para la institución. 11 derrotas en 13 partidos fueron más que suficientes para la destitución del entrenador.
El argentino Gustavo Romanello fue designado entrenador en noviembre, dejando su cargo en marzo luego de la polémica fecha de juveniles a nivel nacional. Manolo Contreras, de forma interina, y Carlos Hernández relevaron el cargo de entrenador, sin evitar el descenso a la Segunda División. 
Temporada 2014-2015:
En su regreso a la Segunda División y con Hernández como entrenador, Yaracuyanos conseguiría un Apertura donde apenas fue derrotado en una sola ocasión y que cerró en lo más alto de la tabla con 35 puntos.
El Clausura, denominado de Ascenso, el equipo llegó a la última fecha de la competición con la obligación de ganar a Diamantes de Guayana para conseguir el boleto a la primera. José Guerra quien anotó 25 goles en todo el año, no pudo convertir un penal a diez para el final y el partido terminó igualado 1-1.
Torneo Adecuación 2015:
La FVF decidió jugar un Torneo denominado como “Adecuación” que serviría para adecuar el calendario de competiciones al año calendario, programando en este un ascenso directo de Segunda y un repechaje para el segundo clasificado. Yaracuyanos quedó afuera de la segunda fase del Torneo, significando el despido de Hernández como entrenador y la llegada de Daniel De Oliveira en su lugar. Este torneo marcó el regreso de Walter Aguilar.
Con Oliveira el equipo jugó en la fase de Permanencia por dos meses, cosechando 6 triunfos, 3 empates y 1 derrota.
Temporada 2016:
De Oliveira abandona la dirección técnica en la fecha 3 del Apertura, dándole paso al interinato de Nelson Herrera. El primer semestre se cierra con 24 puntos y una muy buena segunda vuelta.
Para el Clausura se encargó a Nino Valencia como entrenador. El equipo termina de nuevo segundo de su grupo con 23 puntos y accede a los cuadrangulares de ascenso. Allí consiguen solo 3 empates en 6 partidos, quedando nuevamente en las puertas del ascenso. Julio Caicedo terminó entre los máximos goleadores de la temporada
Temporada 2017:
El entrenador Álvaro Valencia se hace cargo del equipo por toda la temporada. En el Apertura finaliza tercero y en el Clausura bajó hasta el quinto puesto, lo que a posteriori le costó al equipo la clasificación a los hexagonales finales. Erick Ortega destacó como goleador del equipo.
Temporada 2018:
La temporada comenzó con mucha expectativa con un buen equipo conformado bajo la batuta de Jobanny Rivero. El equipo se mantuvo entre los dos primeros puestos hasta la antepenúltima fecha, donde no pudo ganar y quedó fuera de la liguilla del Apertura. Para el Clausura de nuevo se produjo un cambio de Director Técnico. El Colombiano Diego Barragán tomó el mando, pero su inexperiencia en el circuito le costó bajar al noveno puesto. Destacó el atacante Leonardo Becerra como líder goleador del Apertura.
Temporada 2019:
El experimentado Edwin Quilagury tomó el mando del primer equipo y Los Colosos volvieron de nuevo a la fase decisiva por el ascenso a Primera, pero se quedó en cuartos de final del Apertura ante TFC Maracaibo. Para el Clausura la directiva contrata al bolivarense Jesús Alonso Cabello y este conduce a Los Colosos a la calificación a la liguilla y la conquista del Campeonato del Torneo y el ascenso a la Primera División para la temporada 2020. José Carrasquel sobresalió como máximo goleador del club.

## Datos del club
- Fundación: 20 de febrero de 2006
- Temporadas en 1.ª: 7 (2009-2014) (2020-2021) (2025-act)
- Temporadas en 2.ª: 8 (2008-09) (2014-15) (2016-2019) (2022-2024)
- Temporadas en 2.ªB: 1 (2007-08)
- Temporadas en 3.ª (Torneo Aspirantes): 1 (2006-07)
- Mejor puesto en primera: 8°
- Peor puesto en primera: 15°
- Participaciones Internacionales:1
- Copa Sudamericana (1): 2011

## Plantilla

### Jugadores y cuerpo técnico
(*) Jugadores juveniles, según reglamento del Torneo debe haber al menos 1 jugador nacido en los años 1999, 2000 o 2001 en la alineación titular

## Distinciones individuales

#### Goleadores en Campeonatos Nacionales
| Año                                   | Jugador     | Goles |
| ------------------------------------- | ----------- | ----- |
| Segunda División de Venezuela 2014-15 | José Guerra | 24    |

### Goleadores por temporada
- 2006-07: Jhonathan Parra  – 9 goles
- 2007-08: Jhonathan Parra  – 11 goles
- 2008-09: Ángel Osorio  – 9 goles
- 2009-10: Ángel Osorio  y Roberto Carlos Bolívar  – 7 goles
- 2010-11: Luis Vargas  y Johan Moreno  – 6 goles
- 2011-12: Ángel Osorio  – 8 goles
- 2012-13: Walter Aguilar  – 8 goles
- 2013-14: Habynson Escobar  – 7 goles
- 2014-15: José Guerra  – 24 goles
- Adecuación 2015: Julio Caicedo  – 8 goles
- 2016: Enrique Oberto  - 14 goles
- 2017: Erick Ortega  - 12 goles

## Uniformes

### Evolución de uniforme
| 2006 Primera Local | 2011 Local | 2012 Local | 2013 Local | 2014-2015 Local | 2014-2015 Visitante | 2016 Local | 2016 Visitante | 2016 Tercera |

### Uniformes actuales
| 2017-presente Titular | 2017-presente Alternativo |  |

### Indumentaria y patrocinador
| Periodo       | Proveedor            |
| ------------- | -------------------- |
| 2006-2015     | Sin Indumentaria     |
| 2015-2016     | Bandera de Venezuela |
| 2017-presente | Bandera de Venezuela |

| Periodo         | Patrocinador         |
| --------------- | -------------------- |
| 2006-2016       | Sin patrocinador     |
| 2017-Actualidad | Bandera de Venezuela |

## Instalaciones

### Estadio de partidos
El Estadio Florentino Oropeza ubicado en San Felipe es el estadio donde realiza los partidos como local. Este complejo posee una capacidad para 10 000 personas, cuya ubicación está dispuesta en dos secciones de gradas techadas; una con estructura de concreto armado y otra de aluminio.
El campo posee un sistema de iluminación de tres niveles, el de televisión, el de juego y el de práctica, además de un sistema de transmisión interno en todas las gradas y uno de comunicaciones.
El público puede visualizar los resultados de los partidos y competencias en una gran pizarra electrónica de 11.40 x 2.40 m, la cual está colocada sobre una torre de estructura metálica.

### Sede y Ciudad Deportiva
Posee cancha para los entrenamientos como su Sede Social se llama "Complejo Deportivo La Fábrica" con oficina y casas para sus jugadores con cancha sintética y natural y 2 canchas de Fútbol 7.

## Palmarés

### Era Profesional
Nota: Indicador del récord del torneo 
Torneos nacionales
| Competición nacional                | Títulos     | Subcampeonatos |
| ----------------------------------- | ----------- | -------------- |
|                                     |             |                |
| Segunda División de Venezuela (2)   | 2019. 2024. |                |
|                                     |             |                |
| Segunda División B de Venezuela (1) | 2007/08.    |                |

### Títulos en torneos nacionales juveniles
- Campeón Serie Nacional Sub-18 (1): 2014
- Subcampeón Serie Nacional Sub-20 (1): 2012